# Internationales Damenschachturnier 1982

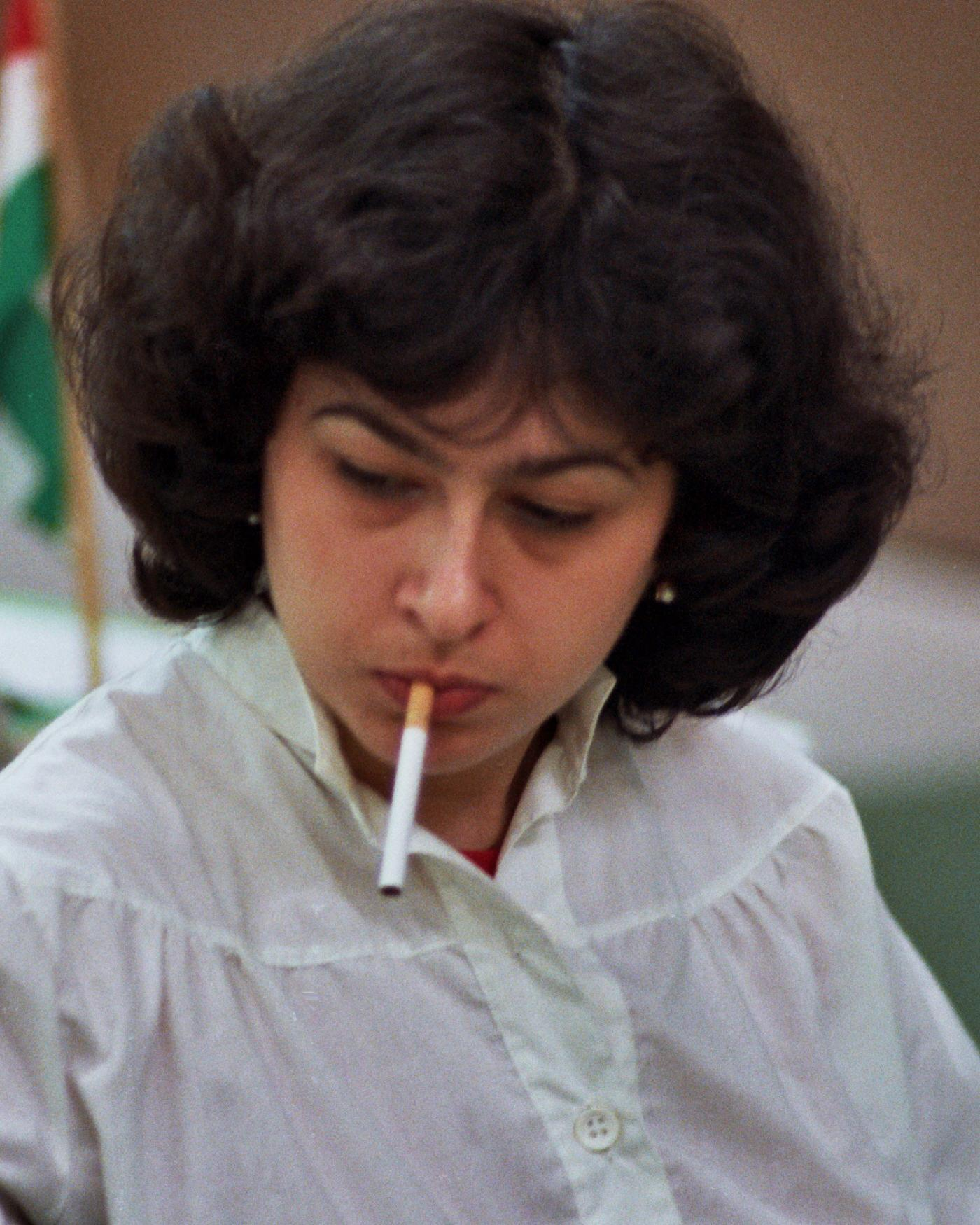
Lena Glaz, Dortmund 1982

Ein Internationales Damenschachturnier 1982 fand im Rahmen der 10. Dortmunder Schachtage statt und war das erste internationale Damenturnier in der Bundesrepublik Deutschland, das nicht vom Deutschen Schachbund ausgerichtet wurde. Die Organisatoren der Dortmunder Schachtage hatten zehn starke Frauen zu diesem Turnier eingeladen. Für eine erkrankte Bulgarin konnte Isabel Hund als Ersatz einspringen, so dass drei jungen deutschen Schachspielerinnen Gelegenheit geboten wurde, Meisternormen der FIDE zu erlangen.
Prominente Teilnehmerinnen waren die Schachgroßmeisterinnen Zsuzsa Veröci und Alexandra van der Mije. Zoltán Ribli, Sieger der Dortmunder Schachtage 1986, ist der Ehemann von Mária Grosch.

## Endstand als Kreuztabelle

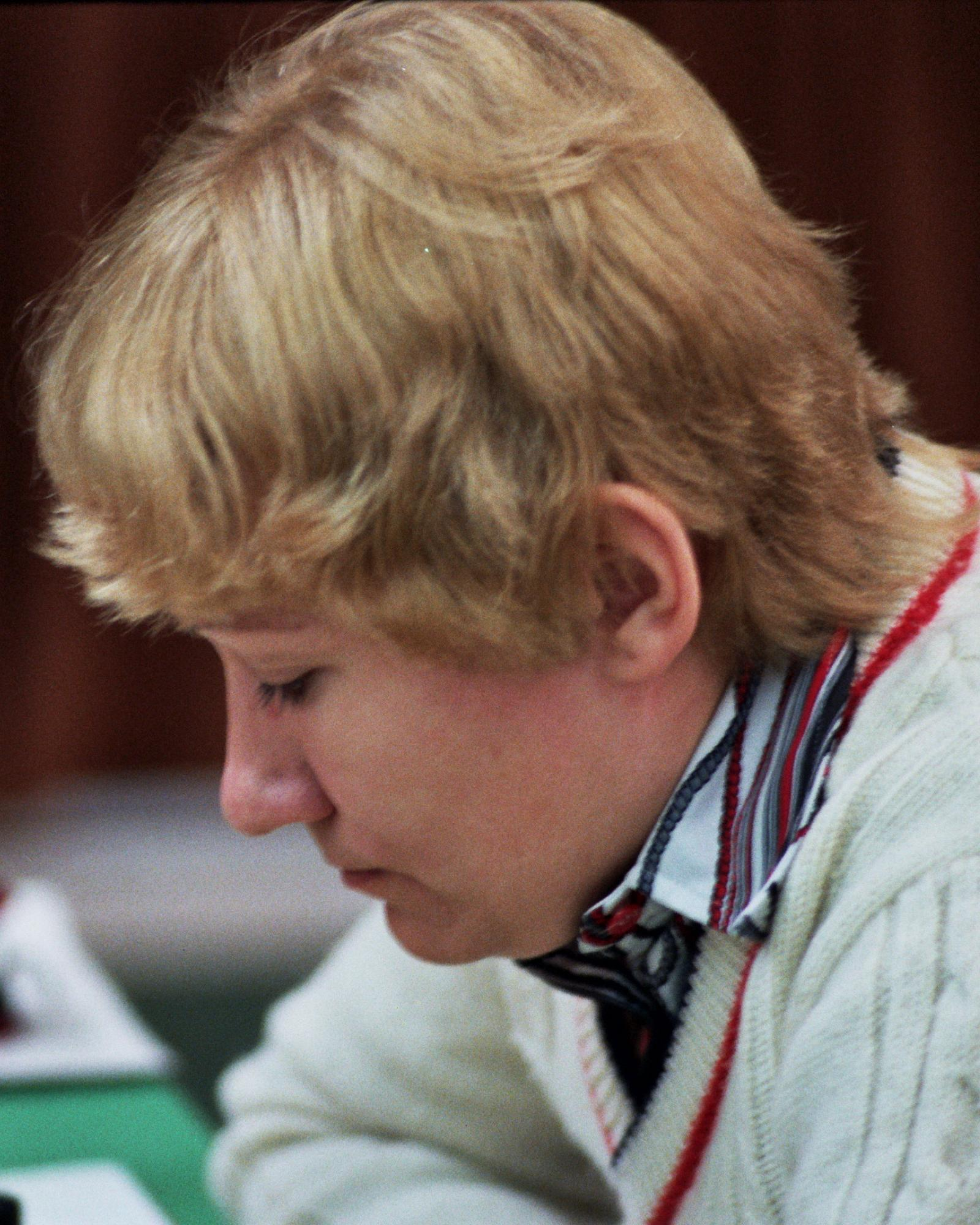
Zsuzsa Veröci, Dortmund 1982

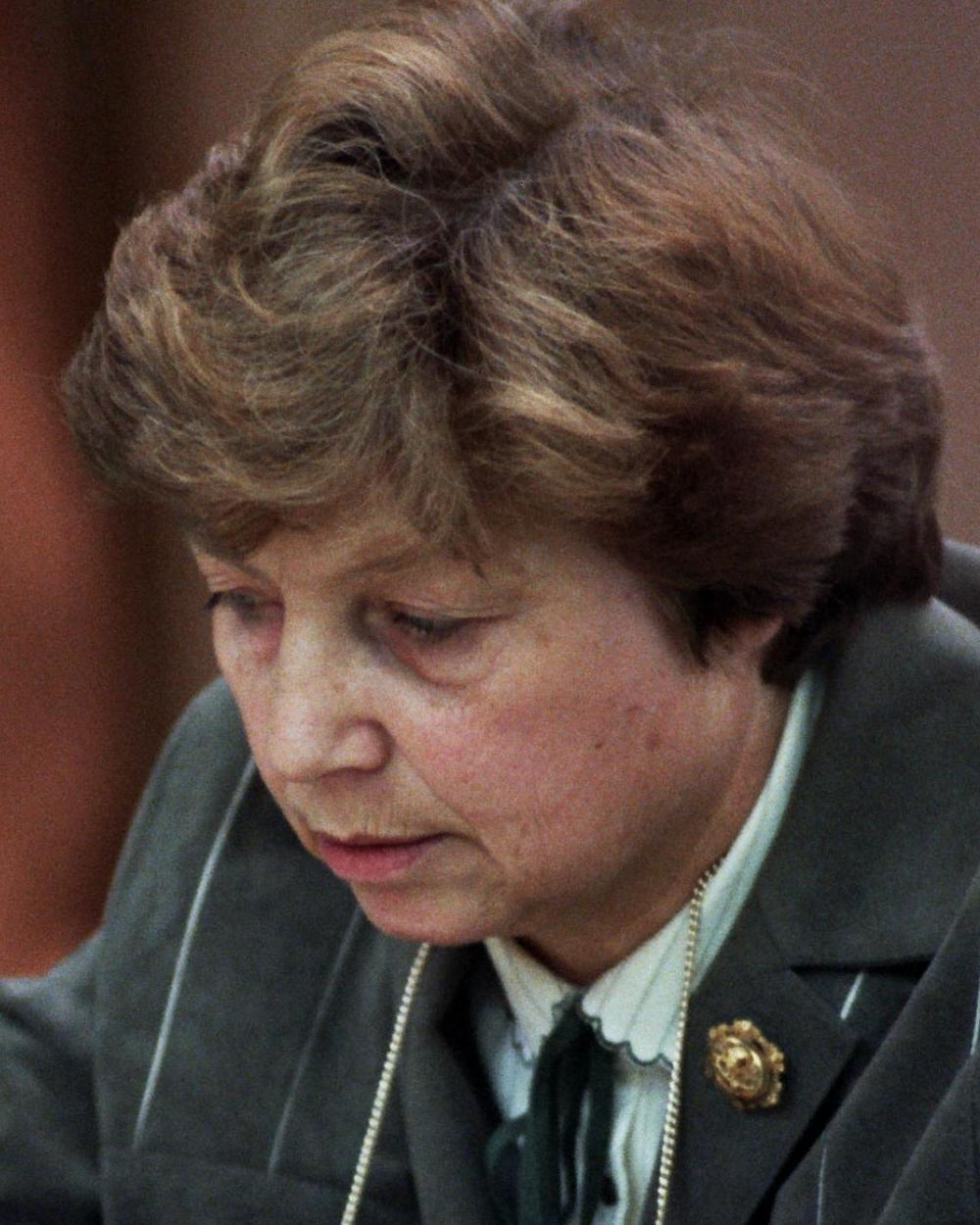
Corry Vreeken, Dortmund 1982

| Rg | Land        | Teilnehmer              | TWZ  | 1 | 2 | 3 | 4 | 5 | 6 | 7 | 8 | 9 | 10 | Erg |
| 1  | Israel      | Glaz, Lena              | 2080 | X | ½ | 1 | 1 | ½ | ½ | 1 | ½ | 1 | 1  | 7.0 |
| 2  | Ungarn 1957 | Verőci, Zsuzsa          | 2260 | ½ | X | ½ | ½ | ½ | ½ | 1 | 1 | ½ | 1  | 6.0 |
| 3  | Niederlande | Vreeken, Corry          | 2085 | 0 | ½ | X | ½ | 1 | ½ | ½ | ½ | 1 | ½  | 5.0 |
| 4  | Ungarn 1957 | Grosch, Mária           | 2080 | 0 | ½ | ½ | X | 0 | ½ | ½ | 1 | 1 | 1  | 5.0 |
| 5  | Deutschland | Hund, Barbara           | 2205 | ½ | ½ | 0 | 1 | X | ½ | 1 | ½ | 0 | ½  | 4.5 |
| 6  | Deutschland | Feustel, Petra          | 2190 | ½ | ½ | ½ | ½ | ½ | X | ½ | ½ | ½ | 0  | 4.0 |
| 7  | Niederlande | Belle, Erika            | 2035 | 0 | 0 | ½ | ½ | 0 | ½ | X | 1 | ½ | 1  | 4.0 |
| 8  | Deutschland | Hund, Isabel            | 1895 | ½ | 0 | ½ | 0 | ½ | ½ | 0 | X | 1 | ½  | 3.5 |
| 9  | Niederlande | van der Mije, Alexandra | 2205 | 0 | ½ | 0 | 0 | 1 | ½ | ½ | 0 | X | ½  | 3.0 |
| 10 | England     | Caldwell, Susan         | 2065 | 0 | 0 | ½ | 0 | ½ | 1 | 0 | ½ | ½ | X  | 3.0 |
| -- | ----------- | ----------------------- | ---- | - | - | - | - | - | - | - | - | - | -- | --- |